# مسکی شیبرو شیوان

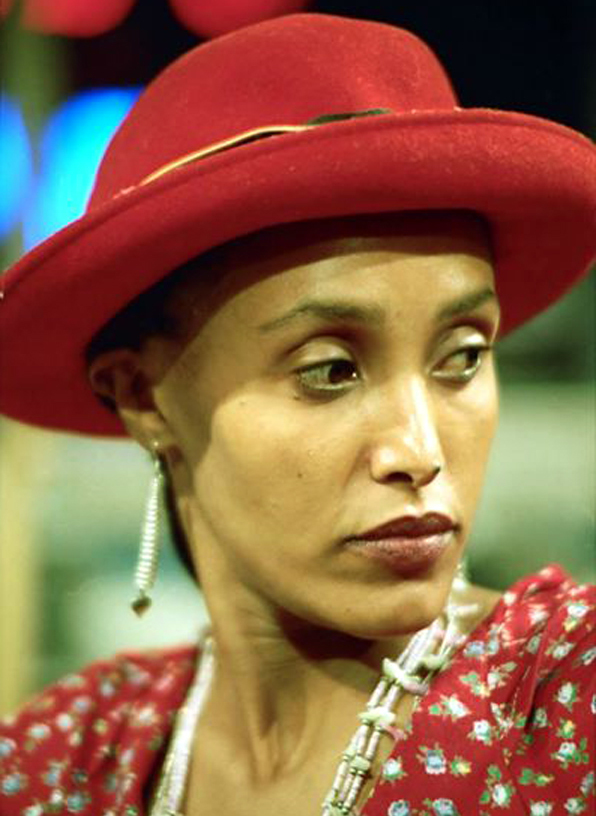
شیبرو سیوان c. 1995

مسکی شیبرو شیوان (عبری: מַסְקי שיברוּ-סיוון‎؛ متولد ۲۹ سپتامبر ۱۹۶۷) بازیگر و خواننده اسرائیلی است.

## زندگی‌نامه
مسکی متولد اتیوپی است. در سال ۱۹۸۵، او زمانی که ۱۶ سال داشت، تنها و جدا از خانواده به اسرائیل آمد. ظاهراً او برای مطالعه علوم رایانه رفت اما در مدرسه بازیگری نیسان ناتو در تل آویو به تحصیل بازیگری پرداخت. بعداً خانواده اش هم به دنبال او به اسرائیل رفتند.
او در بسیاری از نمایش‌های تلویزیونی، فیلم‌ها و کنسرت‌ها شرکت داشت. بعضی از این‌ها مربوط به ریشه‌های اتیوپی او بود.
در سال ۱۹۹۹ او نقش Inbal را در یک قسمت از سریال تلویزیونی اسرائیلی Zinzana بازی کرد و همچنین در قسمتی از سریال Parparim (پروانه‌ها) که مخصوص کودکان بود هم ایفای نقش کرد.
شیبو سیروان در سال ۲۰۰۵ نقش مادرشلومو را در فیلم فرانسوی-بلژیکی-اسرائیلی-ایتالیایی "Va, vis et deviens" (عنوان انگلیسی: Go, Live, Become) را بازی کرد.
او همچنین در نقش ملکه شبه در Sipurim keyad Hamelekh، که برای کودکان برنامه سازی می‌کند Tuvia Sipurim keyad Hamelekh هم به بازی و خوانندگی پرداخت.